# Bisdom Alexandria

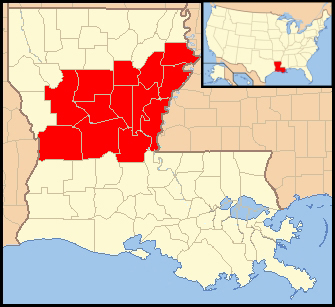
Het bisdom (rood) binnen de kerkprovincie New Orleans

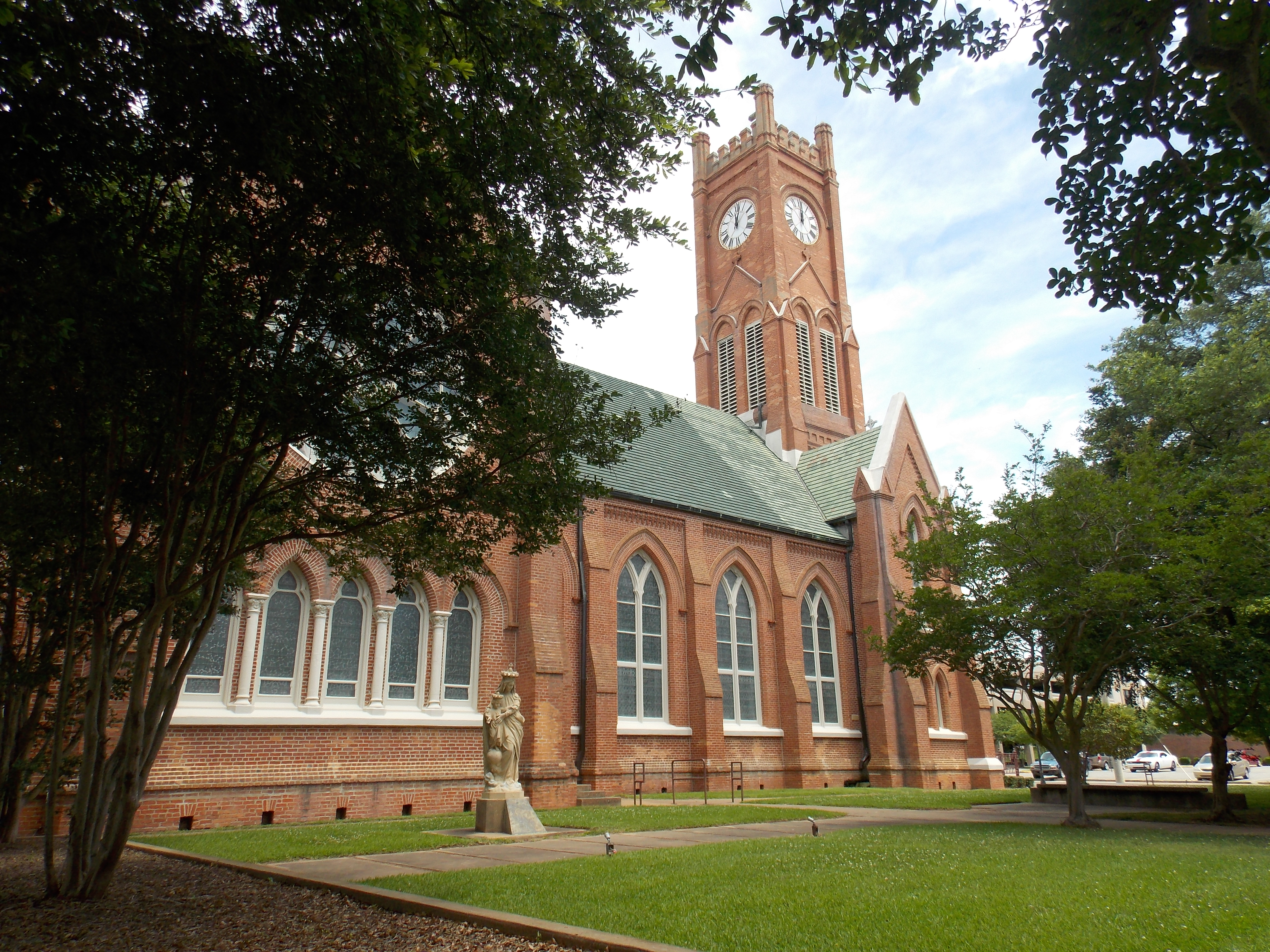
Sint-Franciscus-Xaveriuskathedraal in Alexandria

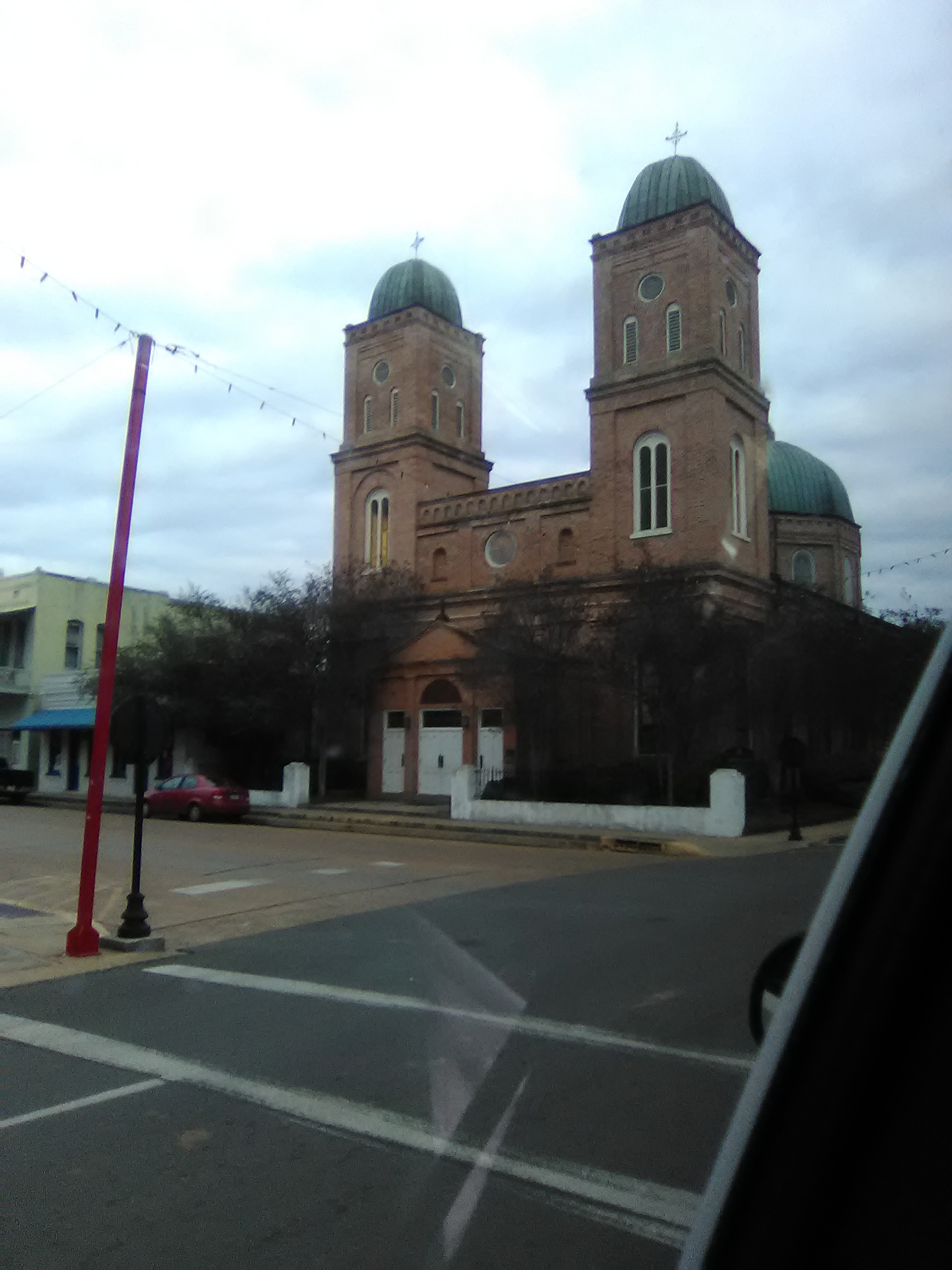
Basiliek van de Onbevlekte Ontvangenis in Natchitoches, tot 1910 een kathedraal en de zetel van het bisdom

Het bisdom Alexandria (Latijn: Dioecesis Alexandrina) is een rooms-katholiek bisdom met als zetel Alexandria in Louisiana. Het is een suffragaan bisdom van het aartsbisdom New Orleans. 
Het bisdom werd opgericht in 1853 als het bisdom Natchitoches. Het omvatte de noordelijke helft van Louisiana en telde maar vijf priesters en vijf kerken met een totale katholieke bevolking van 20.000. In 1910 verhuisde het bisdom van Natchitoches naar Alexandria. De nieuwe kathedraal werd de Sint-Franciscus-Xaveriuskathedraal in Alexandria. In 1976 kreeg het bisdom de nieuwe naam Alexandria-Shreveport. Toen Shreveport in 1986 een zelfstandig bisdom werd, kreeg het bisdom Alexandria zijn huidige naam.
In 2018 telde het bisdom 50 parochies. Het bisdom heeft een oppervlakte van 27.810 km2 en omvat de parishes Rapides, Avoyelles, Concordia, Catahoula, LaSalle, Grant, Natchitoches, Vernon, Tensas, Caldwell, Winn, Franklin en Madison. Het bisdom telde in 2018 367.579 inwoners waarvan 9,6% rooms-katholiek was.

## Bisschoppen
- Augustus Marie Martin (1853-1875)
- Francis Xavier Leray (1876-1879)
- Antoine Durier (1884-1904)
- Cornelis van de Ven (1904-1932)
- Daniel Francis Desmond (1932-1945)
- Charles Pasquale Greco (1946-1973)
- Lawrence Preston Joseph Graves (1973-1982)
- William Benedict Friend (1982-1986)
- John Favalora (1986-1989)
- Sam Jacobs (1989-2003)
- Ronald Paul Herzog (2004-2017)
- David Talley (2017-2019)
- Robert William Marshall (2020-)

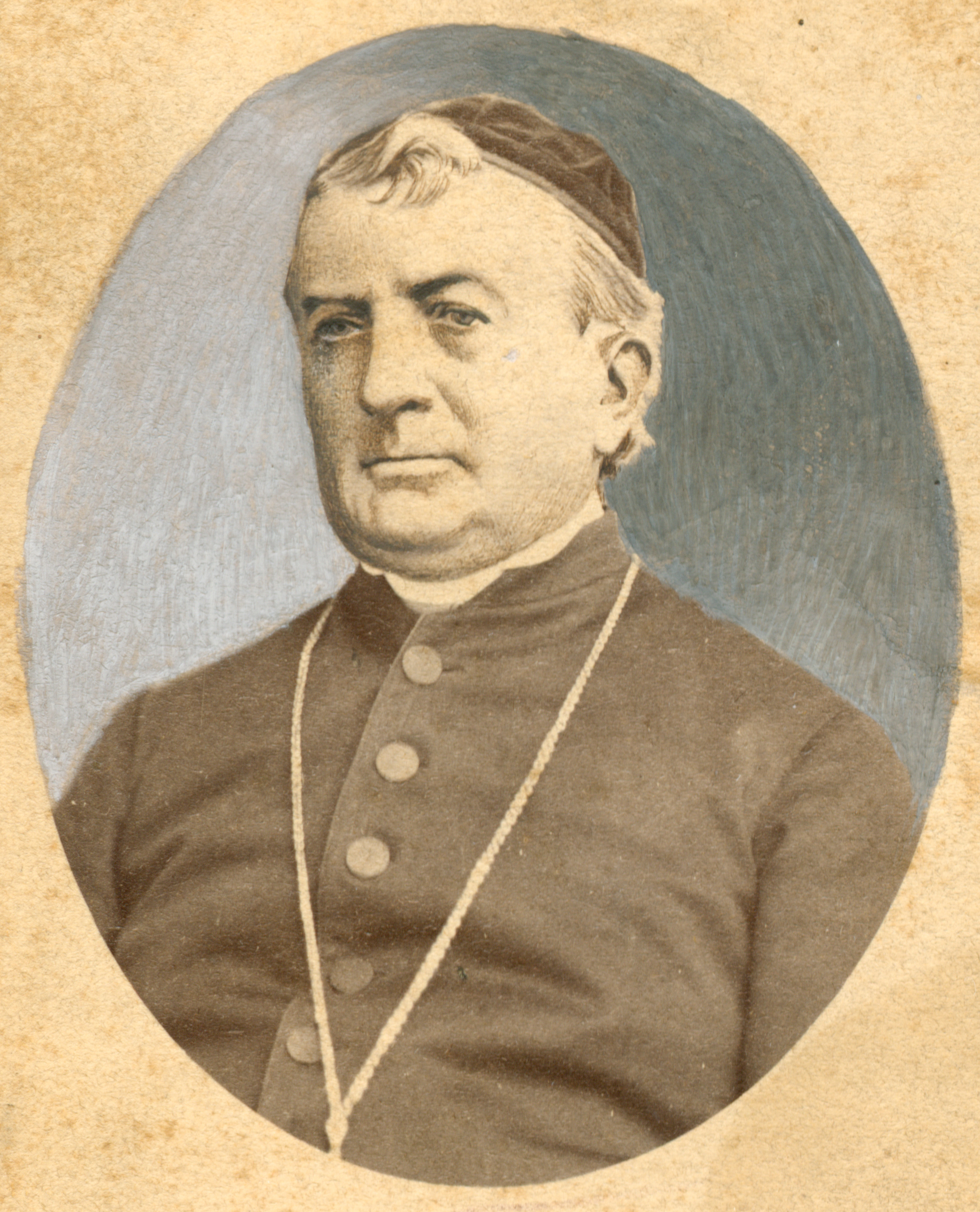
Augustus Marie Martin
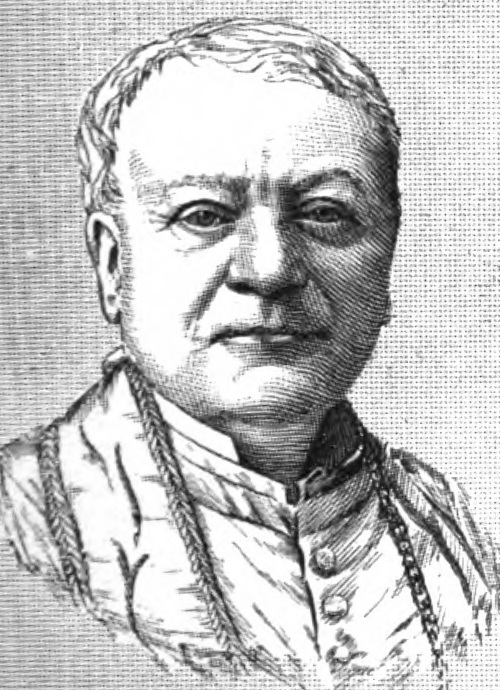
Francis Xavier Leray
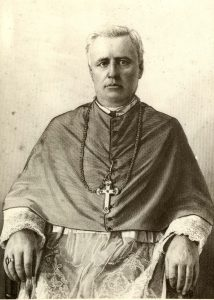
Antoine Durier
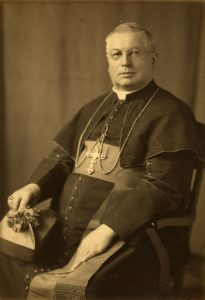
Cornelis van de Ven
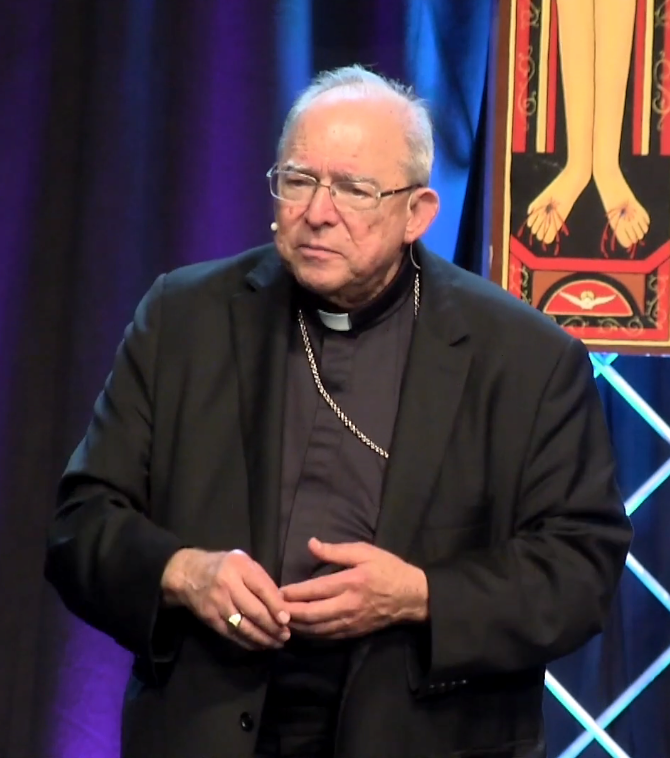
Sam Jacobs
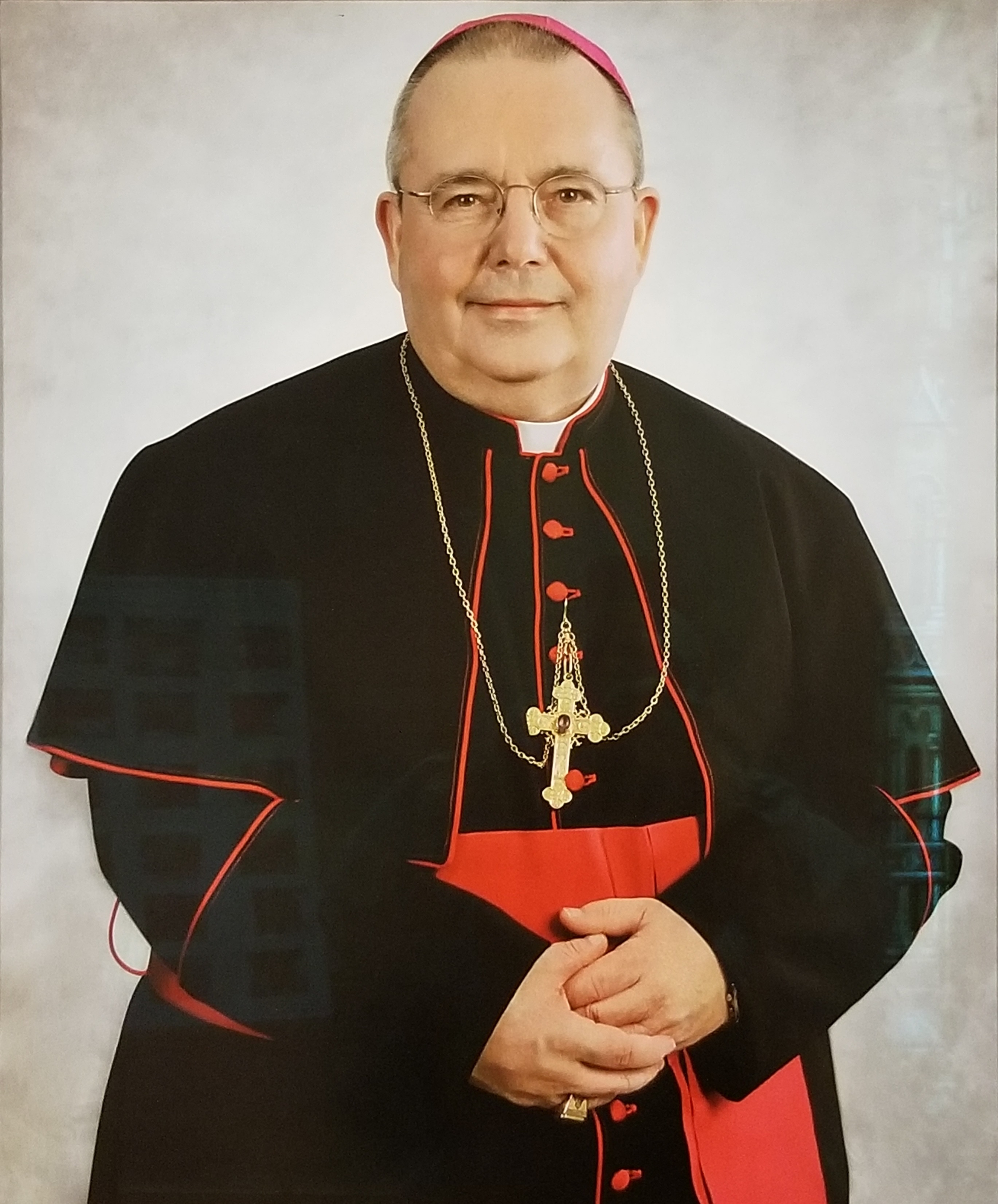
David Talley